# انسان، گرگ انسان است

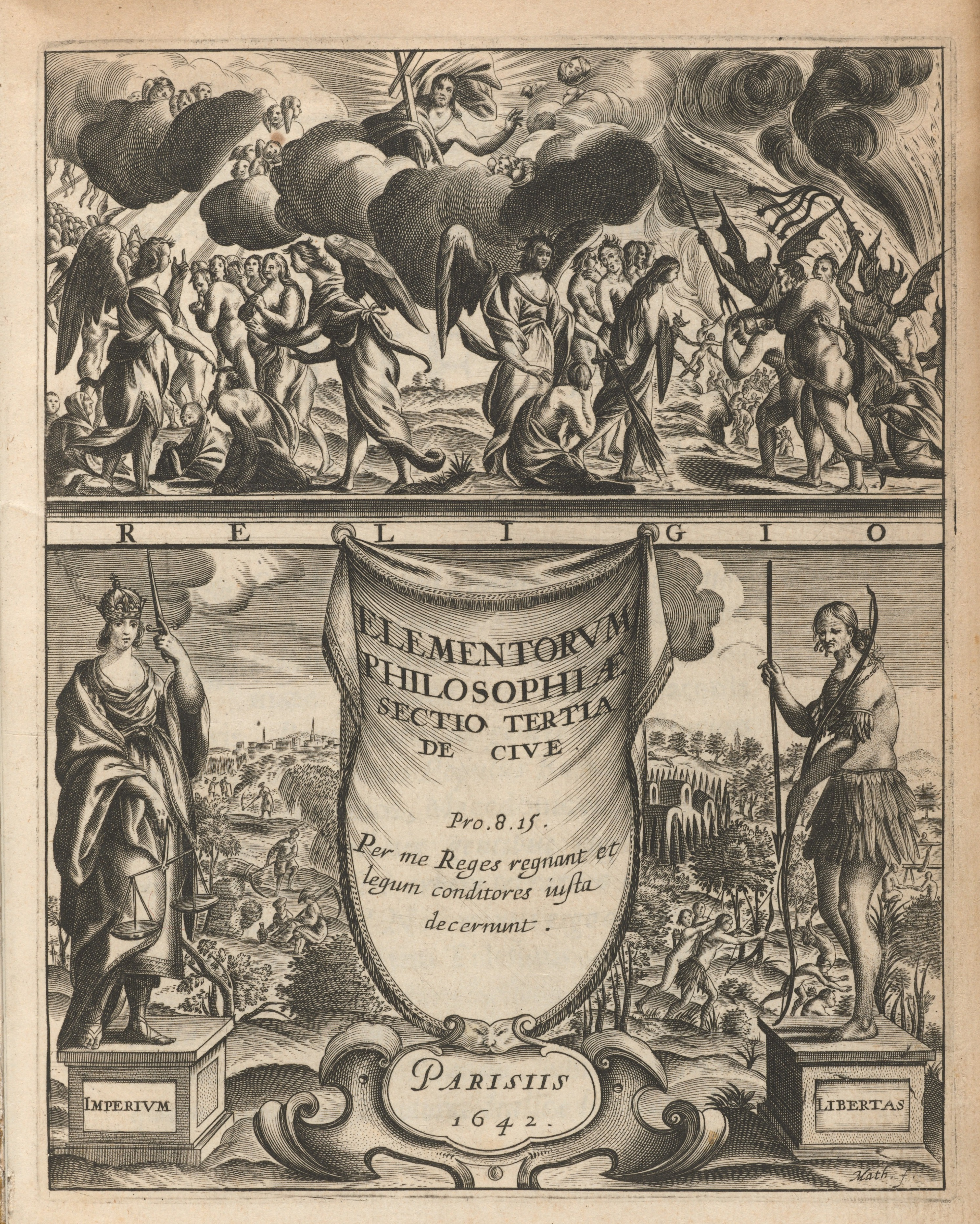
جلد اولین نسخه کتاب شهروند که در سال ۱۶۴۲ منتشر شد. تامس هابز در این کتاب بود که برای اولین بار این جمله را آورد.

هومو هومینی لوپوس (به لاتین: Homo homini lupus)، به معنی انسان، گرگِ انسان است، جمله‌ای است که با کمی تغییر در نمایش‌نامه آسیناریا نوشته پلوتس آمده و تامس هابز از آن برای بیان دیدگاه خود نسبت به انسان استفاده کرده‌است. هابز، این جمله را در کتاب شهروند (اولین انتشار در ۱۶۴۲ میلادی) آورده‌است.
جملهٔ اصلی در سطر شمارهٔ ۴۹۵ نمایش‌نامه آسیناریا نوشتهٔ پلوتس (در سدهٔ سوم پیش از میلاد) چنین است:
lupus est homo homini, non homo, quom qualis sit non novit.
از اراسموس نیز گفتاوردی آمده که می‌گوید «انسان نسبت به انسان‌های دیگر یا همچون خدا است یا همچون گرگ» (به لاتین: homo homini aut Deus aut lupus)

## نظر هابز و دیگران
هابز، انسان را موجودی اجتماعی نمی‌پنداشت و معتقد بود که انسان برای تأمین امنیت و فرار از مشکلات زندگی فردی به زندگی اجتماعی روی آورده و بدون وجود حکومتی که با قدرت جامعه را کنترل کند امنیتی وجود نخواهد داشت. هابز معتقد بود که در انسان، «خواستی سیری‌ناپذیر و همیشگی برای رسیدن به قدرت بیشتر و بیشتر وجود دارد که تا مرگ ارضا نخواهد شد.» و جملهٔ انسان، گرگِ انسان است نیز به این معناست که با زندگی اجتماعی، انسان‌ها بر سر ارضای امیال خود دچار نزاع می‌شوند و در این نزاع تنها آن‌کس که قدرت بیشتری دارد پیروز می‌شود، اما با این حال این پیروزی نیز دوام چندانی نخواهد داشت.
هابز بر این عقیده بود که انسان در طبیعت خویش، برای انسان‌های دیگر همچون گرگ است اما با کنترل او می‌توان کاری کرد که انسان برای دیگر انسان‌ها همچون خدا باشد. (به لاتین: homo homini deus) باشد.
زیگموند فروید در کتاب تمدن و ملالت‌های آن، پس از بیان این عبارت لاتین چنین آورده که «چه کسی جرئت دارد پس از همهٔ تجربه‌های زندگی و تاریخ، این جمله را نفی کند؟» و سپس گفته که هیچ چیز به اندازهٔ فرمان آرمانیِ «همنوع خود را همچون خویش دوست بدار» با طبیعت اصلی نوع بشر مغایرت ندارد.